# Parafia Podwyższenia Krzyża Świętego w Koszelewach
Parafia Podwyższenia Krzyża Świętego w Koszelewach – parafia rzymskokatolicka znajdująca się w diecezji toruńskiej, w dekanacie Rybno Pomorskie. 